# Kyujanggak
Le Kyujanggak (en hangeul : 규장각), également appelé Kyujangak ou Gyujanggak, est la bibliothèque royale du royaume de Joseon qui a gouverné la Corée de 1392 à 1897, qui a survécu jusqu'à l'actuelle République de Corée. 
Elle a été fondée en 1776 sur ordre du roi Jeongjo, et a été installée dans l'enceinte du palais de Changdeokgung à Séoul. Cette institution a recueilli et conservé les documents, dossiers et archives des rois et des familles royales successifs, ainsi que des documents chinois, d’anciens documents coréens.
Depuis le XXe siècle, ces collections, connues sous le nom de Bibliothèque royale Kyujanggak ou Archives Kyujanggak, sont gérées par l'Institut Kyujanggak d'études coréennes de l'Université nationale de Séoul, situé à Gwanak-gu, un arrondissement de Séoul en Corée du Sud ; l'institut fonctionne comme un dépôt d'archives de documents historiques coréens et un centre de recherches, et publie une revue annuelle intitulée Kyujanggak.